# جزيرة ماندا
ماندا هي جزيرة من أرخبيل لامو في كينيا، والمشهورة بموانئ مدينة التقوى ومدينة ماندا المزدهرة التي يعود تاريخها إلى القرن التاسع. ترتبط الجزيرة الآن بمدينة لامو وتضم مطار ماندا، بينما تقع جزيرة ماندا توتو إلى الغرب منها. تفصل الجزيرة عن البر الرئيسي قناة مكاندا الضيقة.
ربما هُجرت بلدة ماندا والتقوى بسبب شح المياه في النصف الأول من القرن التاسع عشر. في الستينيات، أوصت وزارة الزراعة الكينية ببناء العديد من مستجمعات المياه الخرسانية المسماة جابياس لالتقاط مياه الأمطار على الجزيرة. تم بناء مستجمعين للمياه وانتقلت العديد من العائلات إلى الجزيرة، وزرعوا الذرة والبفرة والسمسم والقطن.

## بلدة ماندا

### التاريخ
أُكتشفت أطلال بلدة ماندا (على الساحل الشمالي الغربي لجزيرة ماندا) لأول مرة من قبل عالم الآثار نيفيل شيتيك في عام 1965. ترجع أصول المدينة إلى التجارة مع الخليج العربي خلال القرنين التاسع والعاشر. ربما كانت السلعة التجارية الرئيسية هي عاج الفيلة. ربما كانت أعمدة الأيكة الساحلية مهمة أيضًا. بنى سكان ماندا الأوائل المباني بالقرميد المحروق والحجر المربع ووضعوا عليها ملاطًا من الجير. لا توجد تقنيات البناء هذه إلا في الجزر والمناطق الساحلية في كينيا. هذه التقنية الخاصة بالقرميد والملاط فريدة من نوعها في المناطق المذكورة سابقًا في حين أن القرميد الذي يبلغ متوسطه حوالي 18 سم (7 بوصات) (والذي "يتطابق تمامًا ... في القياس") فريد من نوعه في شرق إفريقيا لهذه الفترة، ومن المرجح أنه جُلب من صحار، في عُمان. ربما وصل هذا القرميد إلى جزيرة ماندا كصابورة في السفن الشراعية التي تدخل الميناء. من منتصف القرن التاسع إلى أوائل القرن الحادي عشر، تم أيضًا بناء مباني من المرجان المعروف باسم خرق المرجان المقطوع من الشعاب المرجانية الميتة.
كشفت الحفريات الموسعة في عام 1966 و1970 و1978 عن ازدهار لا مثيل له في شرق إفريقيا في تلك الفترة. تشمل علامات هذا الازدهار الخزف الصيني الذي يعود تاريخه إلى القرن التاسع فصاعدًا، والفخار والخزف الإسلامي، والفخار المحلي الذي يرجع تاريخه إلى الواردات. يحدد شيتيك 7 فترات لاحتلال جزيرة ماندا: منتصف القرن التاسع إلى أوائل القرن الحادي عشر، ومن منتصف القرن الحادي عشر إلى أواخر القرن الثالث عشر، ومن أواخر القرن الثالث عشر إلى الرابع عشر، والقرن الخامس عشر وأوائل القرن السادس عشر، ومن منتصف القرن السادس عشر إلى السابع عشر، وما بعد القرن السابع عشر. من السمات البارزة للمدينة الجدران البحرية الكبيرة التي بُنيت في وقت ما بين القرن التاسع والقرن الثالث عشر. الجدران موازية للشاطئ ومبنية من كتل مرجانية كبيرة. من المحتمل أن تكون هذه الجدران قد شُيدت لاستعادة أقسام من الشاطئ. تمتد هذه الجدران الموازية للبحر مع عودة المياه إلى الداخل، وقد بُنيت من كتل مرجانية كبيرة، ويُستنتج أنها قد شُيدت جزئيًا لاستعادة أجزاء من الشاطئ، وجزئيًا لتعزيز حواف شبه الجزيرة.
في عدد يوليو 2013 من مجلة علم الآثار، ورد فيها أنه عُثر على عملة نقدية صينية تحمل اسم " يونغلي تونغباو" في جزيرة ماندا، مما يوضح مدى انتشار المستكشفين والتجارة الصينية. أُصدرت العملة في عهد الإمبراطور يونغلي، الذي استمر حكمه حتى عام 1424.
في ذروتها، غطت البلدة نحو 40 فدانًا (160.000 متر مربع) وقُدر عدد سكانها بقرابة 3.500 نسمة. ازدهرت ماندا حتى القرن الثالث عشر عندما بدأت في الانحدار.
أجريا تحليل للحمض النووي القديم لثلاثة أفراد مدفونين في جزيرة ماندا من أجل تحديد نسب تسلسلات الحمض النووي "الشبيهة بالأفارقة والفرس والهنود". يشير موقع المدافن التي حللت بجوار المساجد إلى مكانة النخبة في مجتمع ماندا. تم تأريخ عينات الأفراد إلى ما بين 1400-1500 بعد الميلاد. تم الانتهاء من تحليل الحمض النووي للميتوكوندريا (mtDNA) والحمض النووي الصبغي الجسدي والحمض النووي للكروموسوم Y والحمض النووي للكروموسوم X. أظهر تحليل الحمض النووي للميتوكوندريا، الذي يوضح أنماط الأصول الأمومية، النمط الوراثي L *. يوجد النمط الوراثي L * بشكل أساسي في سكان إفريقيا جنوب الصحراء الكبرى في الوقت الحاضر. أظهر تحليل الكروموسوم Y، الذي يوضح أنماط الأصول الأبوية، أن الفرد كان يحمل النمط الوراثي J2، والذي يوجد بشكل متكرر في الأفراد من جنوب غرب آسيا أو الفرس مقارنة بالأفراد من إفريقيا جنوب الصحراء الكبرى. تمت مقارنة كروموسومات X، التي تحتوي على تأثير أمومي أكبر، بالكروموسومات الجسدية الـ 22، والتي تحتوي على تأثير أمومي وأبوي متساوٍ. احتوت كروموسومات X على مؤشرات أكثر على الأصول الأفريقية مقارنة بالحمض النووي الجسدي، مما أضاف المزيد من الأدلة على الأصول الأفريقية من جانب الأم والأصول الفارسية أو جنوب شرق آسيا من جانب الأب. وقد حدد المؤلفون نسبة الحمض النووي الأفريقي الأنثوي من العينات التي تم تحليلها بنسبة 100٪.
يُقدَّر أن دخول الحمض النووي الغريب حدث في الفترة ما بين 795 و1085 بعد الميلاد. ومع ذلك، يشير المؤلفون إلى أن هذا حدث على الأرجح على مدى "أجيال متعددة" وأن اختلاط السكان الأوراسيين والأفارقة حدث باستمرار منذ ذلك الحين.

## للاستزادة
- Wilson, Thomas H.: Takwa: An Ancient Swahili Settlement of the Lamu Archipelago. Kenya Museum Society.

2°16′S 40°58′E / 2.267°S 40.967°E